# 등각 사상

등각 사상 에 대한 직사각형 격자와 그 이미지.

등각 사상(等角 寫像, 영어: conformal map)은 각도를 국소적으로 보존하는 함수이다.
{\displaystyle \mathbb {R} ^{n}}의 열린 부분집합 {\displaystyle U}와 {\displaystyle V}에 대해 함수 {\displaystyle f:U\to V}가 점 {\displaystyle u_{0}\in U}를 지나는 모든 방향이 있는 두 곡선들 사이의 각도와 방향을 유지하면 {\displaystyle u_{0}}에서 등각 (또는 각도 보존 )이라고 한다. 대략적으로 서술하면, 등각 사상은 무한히 작은 그림의 각도와 모양을 모두 보존하지만 반드시 크기나 곡률을 보존하지는 않는다.
등각적 성질은 좌표 변환의 야코비 행렬로 설명될 수 있다. 각 점에서 야코비 행렬이 양의 스칼라 곱하기 회전 행렬(결정 행렬과 직교 )이면 이 변환은 등각적이다. 일부 저자는 야코비안이 임의의 스칼라 곱하기 임의의 직교 행렬로 적을 수 있는 반전 사상을 포함하도록 등각성을 정의한다.
2차원 사상의 경우 (방향 유지) 등각 사상은 정확히 국소적으로 역함수를 가지는 복소 해석 함수이다. 3차원 이상에서 리우빌 정리는 등각 사상을 몇 가지 유형으로 제한한다.
등각성의 개념은 리만 다양체 또는 준 리만 다양체 사이의 사상에 자연스러운 방식으로 일반화된다.

## 2차원 등각 사상
{\displaystyle U}가 복소 평면 {\displaystyle \mathbb {C} }의 열린 부분 집합이면, 함수 {\displaystyle f:U\to \mathbb {C} }가 정칙이고 그 도함수가 {\displaystyle U}의 모든 곳에서 0이 아님과 {\displaystyle f}가 등각 사상임은 동치이다. 만약에 {\displaystyle f}가 반정칙(정칙 함수에 켤레)이면, 각도는 유지하지만 방향을 반대로 바꾼다.
문헌에는 등각에 대한 또 다른 정의가 있다: 함수 {\displaystyle f}가 평면의 열린 집합에서 일대일이고 정칙이다. 열린 사상 정리는 역함수({\displaystyle f}의 이미지에 정의됨)가 정칙임을 보장한다. 따라서, 이 정의에 따르면 사상이 쌍정칙임과 등각임이 동치다. 등각 사상에 대한 위의 두 가지 정의는 동일하지 않다. 일대일이고 정칙이라는 것은 0이 아닌 도함수를 갖는 것을 의미한다. 그러나 지수함수는 0이 아닌 도함수를 가지는 정칙함수이지만 주기적이기 때문에 일대일이 아니다.
복소해석학의 심오한 결과 중 하나인 리만 사상 정리는 다음과 같다: {\displaystyle \mathbb {C} }의 모든 비어 있지 않은 단일 연결 열린 진부분 집합에서 {\displaystyle \mathbb {C} }의 열린 단위 원판으로 가는 전단사 등각 사상이 존재한다.

### 리만 구 위에서 대역적 등각 사상
리만 구 자체 대한 전사함수가 뫼비우스 변환임과 등각임은 동치이다.
뫼비우스 변환의 켤레 복소수는 각도를 유지하지만 방향을 반전시킨다. 예를 들어, 원 반전이 있다.

## 3차원 이상에서 등각 사상

### 리만 기하학
리만 기하학에서 매끄러운 다양체 {\displaystyle M}에 주어진 두 개의 리만 계량 {\displaystyle g}와 {\displaystyle h}는 {\displaystyle M}에서 정의된 어떤 양함수 {\displaystyle u}에 대해 {\displaystyle g=uh}인 경우 등각적 등치라고 한다. 이때 함수 {\displaystyle u}를 등각 인자라고 한다.
두 리만 다양체 사이의 미분동형사상은 당겨진 계량이 원래 계량과 일치하는 경우 등각 사상이라고 한다. 예를 들어, 무한원점으로 확대된 평면에 대한 구면의 입체 사영은 등각 사상이다.
매끄러운 다양체에서 등각 구조를 등각적으로 동치인 리만 계량들의 동치류로 정의할 수도 있다.

### 유클리드 공간
조제프 리우빌의 고전적 정리는 2차원에서보다 고차원에서 등각 사상가 훨씬 적다는 것을 보여준다. 유클리드 공간의 열린 부분집합에서 3차원 이상의 동일한 유클리드 공간으로 가는 모든 등각 사상은 세 가지 유형의 변환인 중심 닮음 변환, 등장 변환 및 특수 등각 변환으로 구성될 수 있다.

## 응용

### 맥스웰 방정식
에베네저 커닝햄(1908)과 해리 배이트먼(1910)은 맥스웰 방정식의 관련 해에 대한 많은 등각 사상들을 규명했다. 케임브리지 대학에서의 교육을 통해 영상법과 구체 및 반전에 대한 관련 영상법을 쉽게 익힐 수 있었다.
워릭은 이 "새로운 상대성 이론"을 아인슈타인에 대한 케임브리지의 반응으로 강조하고 제임스 호프우드 진스 교과서 전기 및 자기의 수학 이론 에서 발견되는 것과 같은 반전 방법을 사용하는 연습을 기반으로 한다.

### 일반 상대성 이론
일반 상대성이론에서 등각 사상은 가장 단순하고 따라서 가장 일반적인 유형의 인과적 변환이다. 물리적으로 이들은 모든 동일한 사건과 상호 작용이 여전히 (인과적으로) 가능한 다른 우주를 설명하지만 이에 영향을 미치기 위해서는 새로운 힘이 필요하다(즉, 모든 동일한 궤적의 복제는 측지선 운동에서 벗어나야 한다. 계량이 다르다). 예를 들어 빅뱅 이전의 우주에 대한 설명을 허용하기 위해 모델을 중력 특이점을 넘어 확장할 수 있도록 만드는 데 자주 사용된다.

## 같이 보기
- 쌍정칙 사상
- 카라테오도리 정리 – 등각 사상은 경계까지 연속적으로 확장된다.
- 펜로즈 다이어그램
- 등각순환우주론
- 슈바르츠-크리스토펠 사상 – 단순한 다각형의 내부로 상반면의 등각 변환
- 특수선형군 – 부피 및 방향을 유지하는 변환

## 더 읽어보기
- Ahlfors, Lars V. (1973), 《Conformal invariants: topics in geometric function theory》, New York: McGraw–Hill Book Co., MR 0357743
- Constantin Carathéodory (1932) Conformal Representation, Cambridge Tracts in Mathematics and Physics
- Chanson, H. (2009), 《Applied Hydrodynamics: An Introduction to Ideal and Real Fluid Flows》, CRC Press, Taylor & Francis Group, Leiden, The Netherlands, 478 pages, ISBN 978-0-415-49271-3
- Churchill, Ruel V. (1974), 《Complex Variables and Applications》, New York: McGraw–Hill Book Co., ISBN 978-0-07-010855-4
- E.P. Dolzhenko (2001). “Conformal mapping”. 《Encyclopedia of Mathematics》 (영어). Springer-Verlag. ISBN 978-1-55608-010-4.
- Rudin, Walter (1987), 《Real and complex analysis》 3판, New York: McGraw–Hill Book Co., ISBN 978-0-07-054234-1, MR 924157
- Weisstein, Eric Wolfgang. “Conformal Mapping”. 《Wolfram MathWorld》 (영어). Wolfram Research.